# Crise navale américano-iranienne de 2008
La crise navale américano-iranienne fait une référence à une série d'incidents navals entre des hors-bord de la Marine de la république islamique d'Iran et des navires de guerre de l'United States Navy dans le détroit d'Ormuz en décembre 2007-janvier 2008. Il n'est pas clair si ceux-ci se sont déroulés dans les eaux territoriales d'Iran ou d'Oman.

## L'incident

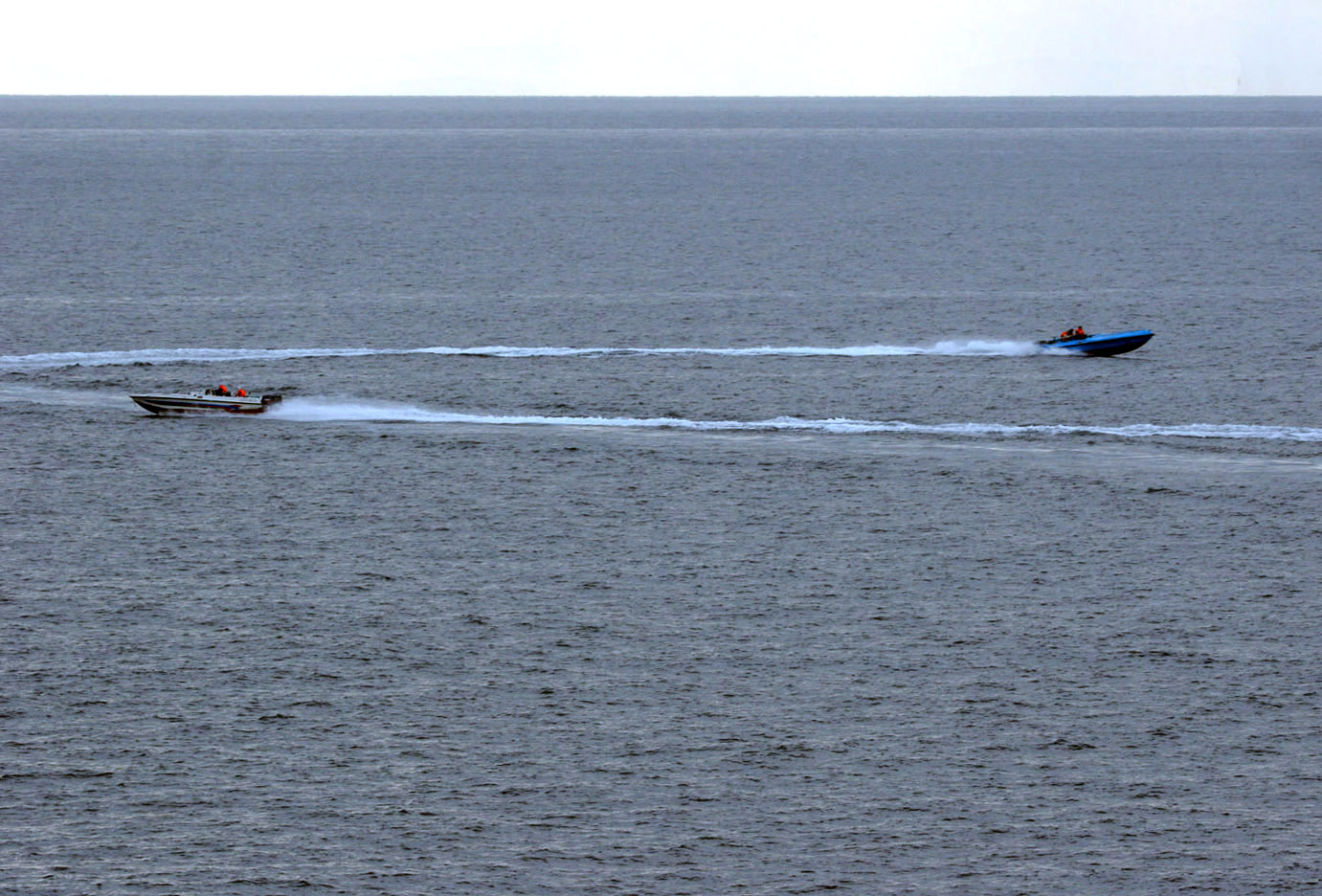
Des hors-bords iraniennes manœuvrant près de l' le 6 janvier 2008.

Le 6 janvier 2008, 5 hors-bords iraniens du corps des Gardiens de la révolution islamique s'approchent de 3 navires américains dans le détroit, le croiseur USS Port Royal, le destroyer USS Hopper de classe Arleigh Burke et la frégate USS Ingraham (FFG-61) (en) de classe Oliver Hazard Perry. Selon des documents audio et vidéos publiés par le Pentagone, l'USS Hopper avait tenté d'établir un contact radio avec les hors-bords iraniens avant de déclarer : « Je viens vers vous. Vous allez exploser dans quelques minutes,. »
Les premiers rapports américains indiquent que les hors-bords iraniennes ont encerclé les navires américains, contraignant ces derniers à adopter une posture défensive. Le Pentagone affirme que les navires de l'US Navy étaient sur le point de faire feu avant que les hors-bords iraniens ne se retirent bien que le commandant de l'USS Hopper ait dénié de telles affirmations,.
Les officiels américains affirment que les Iraniens ont « harcelé et provoqué » leurs navires, s'approchant à 180 mètres de l'un d'entre eux. Selon le ministère de la Défense américain, les Iraniens ont agi agressivement contre les navires américains tandis que les médias officiels iraniens affirment qu'il s'agit d'un contact de routine comme il en arrive très fréquemment dans les eaux encombrées du golfe Persique. En réponse, le département de la Défense des États-Unis publie une vidéo de 4 minutes sur l'incident tandis que le corps des Gardiens de la révolution islamique affirme qu'il s'agit d'un montage de toutes pièces.
En décembre 2007, deux autres incidents avaient lieu après que l’USS Whidbey Island (LSD-41) (en) ait tiré des coups de semonce contre un hors-bord iranien qui s'approchait trop près de lui le 19 décembre et qui s'est ensuite retiré de la zone.

## Réaction iranienne
Le 8 juillet 2008, lors d'un discours au corps des Gardiens de la révolution islamique, Ali Shirazi, un proche de l'ayatollah Ali Khamenei, déclare : « Le régime sioniste [Israël] fait pression sur la Maison-Blanche pour attaquer l'Iran. S'ils commettent une telle stupidité, Tel-Aviv et les navires américains dans le Golfe Persique seront les premières cibles de l'Iran et ils seront brûlés. »